# 達爾文山 (安第斯山脈)
54°45′S 69°29′W / 54.750°S 69.483°W

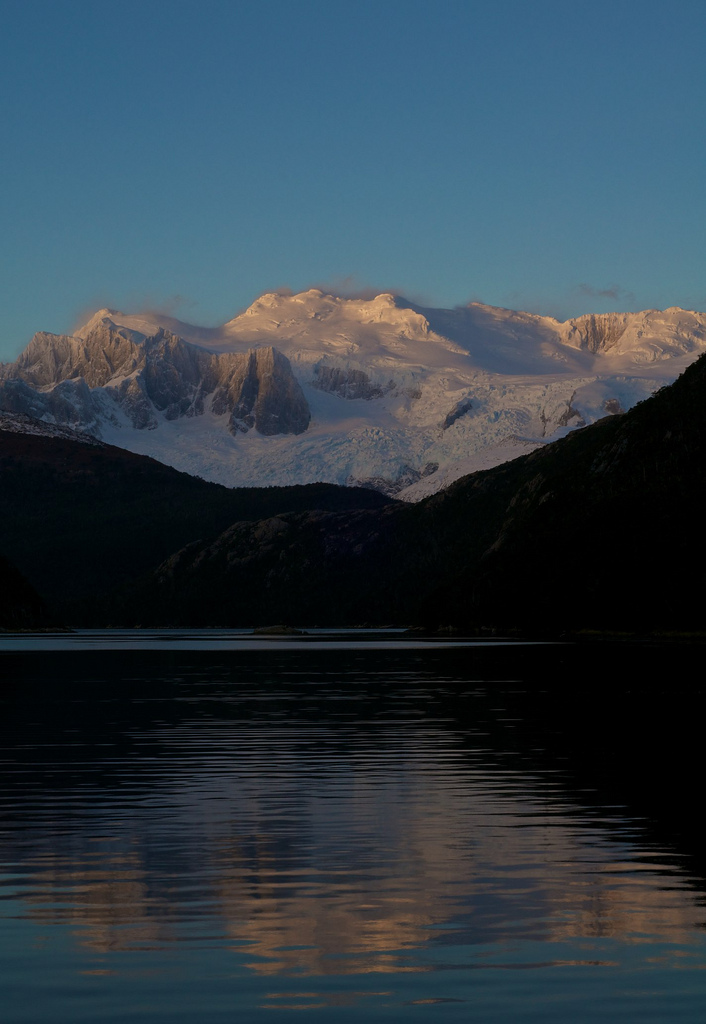

達爾文山是智利的山峰，處於大火地島，屬於安第斯山脈中達爾文山脈的一部分，海拔高度2,488米，是該島第二高峰，山體由變質岩組成。